# Grand Prix de l'Armistice (cyclisme sur piste)
Ne doit pas être confondu avec le Grand Prix de l'Armistice, course unique sur route
Le Grand Prix de l'Armistice est une ancienne course de cyclisme sur piste,  avec deux formats différents vitesse et demi-fond, organisée annuellement, le 11 novembre, au Vél' d'Hiv,  pour commémorer l'Armistice du 11 novembre 1918.

## Palmarès

### Vitesse

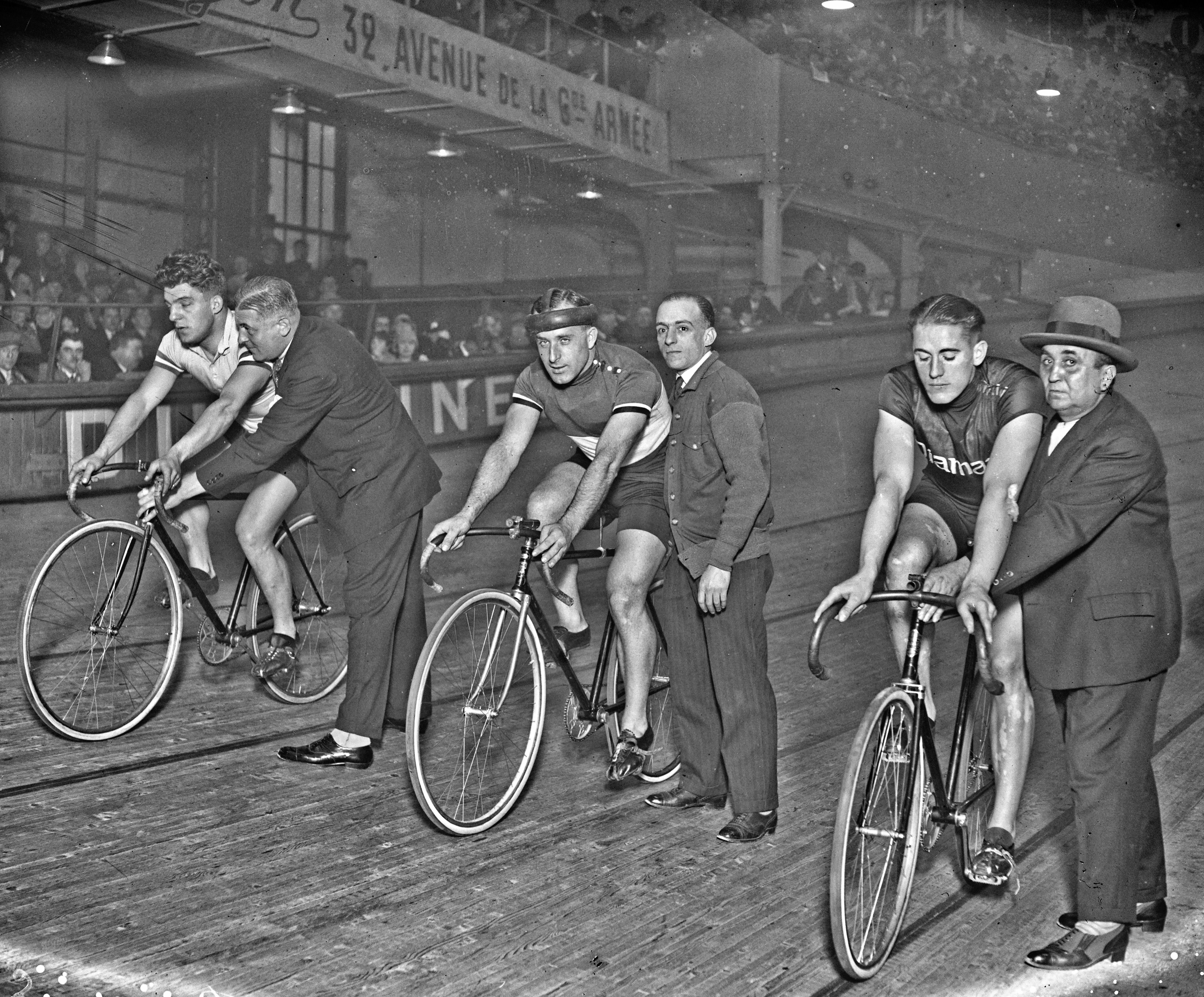
Avanti Martinetti, Mario Bergamini et Paul Oszmella, Grand Prix de l'Armistice, 1928

| Année | Vainqueur         | Deuxième         | Troisième         |
| ----- | ----------------- | ---------------- | ----------------- |
| 1925  | Avanti Martinetti | -                | -                 |
| 1926, | Avanti Martinetti | Lucien Michard   | Lucien Faucheux   |
| 1927, | Lucien Michard    | Lucien Faucheux  | George Dempsey    |
| 1928, | Lucien Faucheux   | Aloïs De Graeve  | Avanti Martinetti |
| 1929  | Lucien Faucheux   | Ernest Kauffmann | Raymond Mourand   |
| 1930, | Lucien Michard    | Lucien Faucheux  | Mario Bergamini   |
| 1931, | Jef Scherens      | Louis Gérardin   | Lucien Faucheux   |
| 1932, | Louis Gérardin    | Jef Scherens     | Lucien Michard    |
| 1933  | Lucien Michard    | Louis Gérardin   | Jef Scherens      |
| 1934, | Willie Honeman    | Jef Scherens     | Marcel Jézo       |

### Demi-fond
| Année  | Vainqueur         | Deuxième            | Troisième                            |
| ------ | ----------------- | ------------------- | ------------------------------------ |
| 1925,  | Victor Linart     | Robert Grassin      | Frank Keenan Theo Wynsdau (ex-aequo) |
| 1926,  | Robert Grassin    | Léon Parisot        | Jules Miquel ou \| André Jubi        |
| 1927,  | Robert Grassin    | Victor Linart       | Walter Sawall                        |
| 1928   | Robert Grassin    | Erich Möller        | Victor Linart                        |
| 1929   | Robert Grassin    | Georges Paillard    | René Paul Maronnier                  |
| 1930,  | Georges Paillard  | Robert Grassin      | Erich Möller                         |
| 1931,  | Walter Sawall     | Victor Linart       | Robert Grassin                       |
| 1932,  | Erich Möller      | Robert Grassin      | Jean Maréchal                        |
| 1933   | Georges Paillard  | Erich Möller        | Franco Giorgetti                     |
| 1934   | Charles Lacquehay | Marcel Guimbretière | -                                    |
| 1935   |                   |                     |                                      |
| 1936,  | Erich Metze       | Charles Lacquehay   | André Raynaud                        |
| 1937   |                   | -                   | -                                    |
| 1938 , | August Meuleman   | Louis Minardi       | Georges Wambst                       |
|        |                   | -                   | -                                    |
|        |                   |                     |                                      |

### Autres formats
| Année             | Vainqueur                       | Deuxième                             | Troisième               |
| ----------------- | ------------------------------- | ------------------------------------ | ----------------------- |
| 1932 (omnium),    | Maurice Archambaud              | Ernest Terreau                       | Charles Pélissier       |
|                   |                                 |                                      |                         |
| 1937 (américaine) | Frans Slaats Kees Pellenaars    | Gustave Danneels Kamiel De Kuysscher | Eduard Bühler Paul Egli |
| 1938 (omnium),    | Olimpio Bizzi                   | Paul Maye                            | Pierre Clemens          |
|                   |                                 |                                      |                         |
| 1945 (américaine) | Achiel Bruneel Omer De Bruycker | Roger Godeau Daniel Dousset          | -                       |
|                   |                                 |                                      |                         |